# 中茶公司

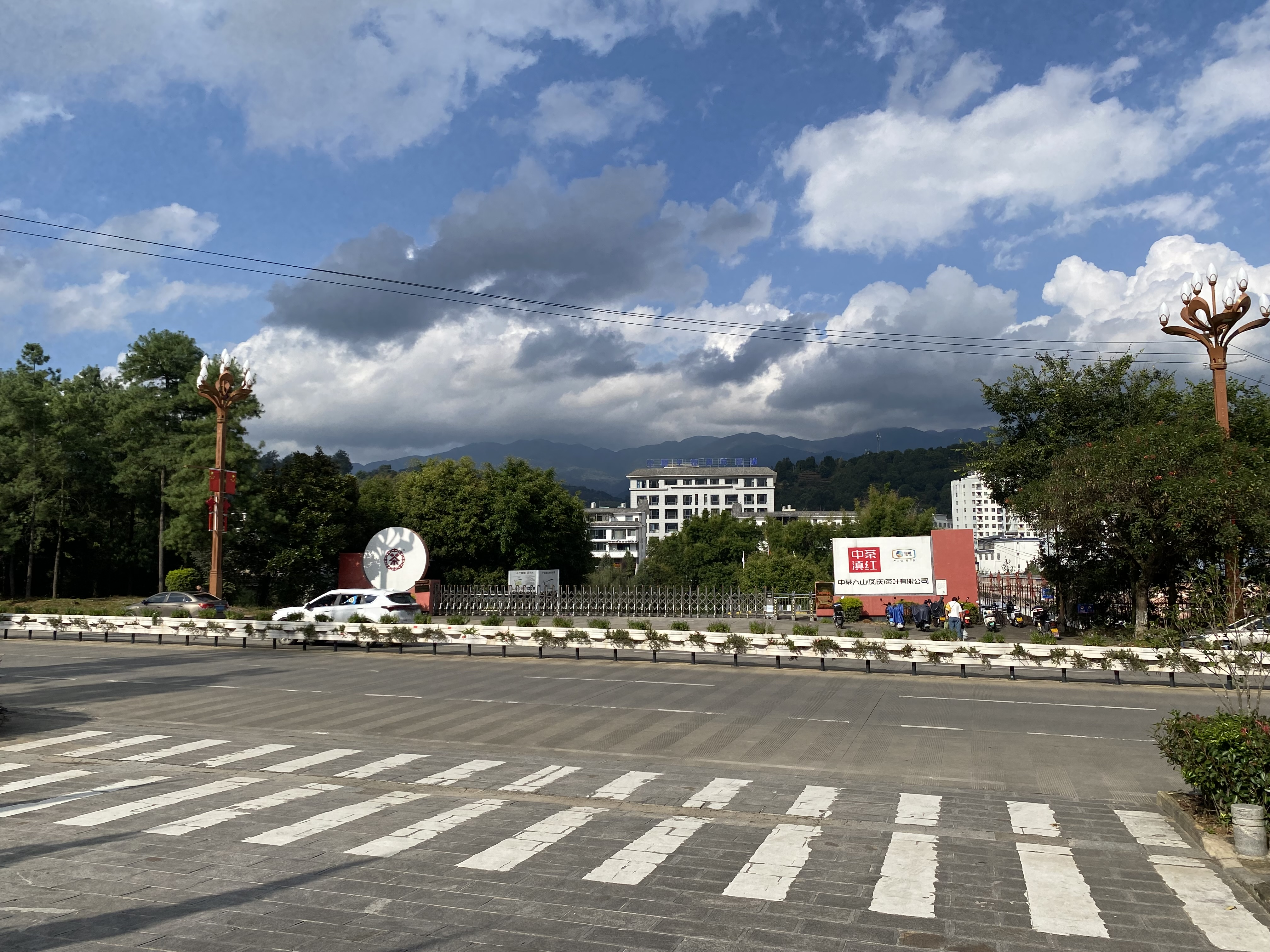
中茶六山(凤庆)茶叶有限公司（中茶滇红）

中国茶叶股份有限公司是中华人民共和国最早从事茶叶出口的国营企业，也是中国最大的茶叶进出口企业。其商标为“外八中红字，内绿茶字”，寓意“中国茶叶销往四面八方”。

## 历史

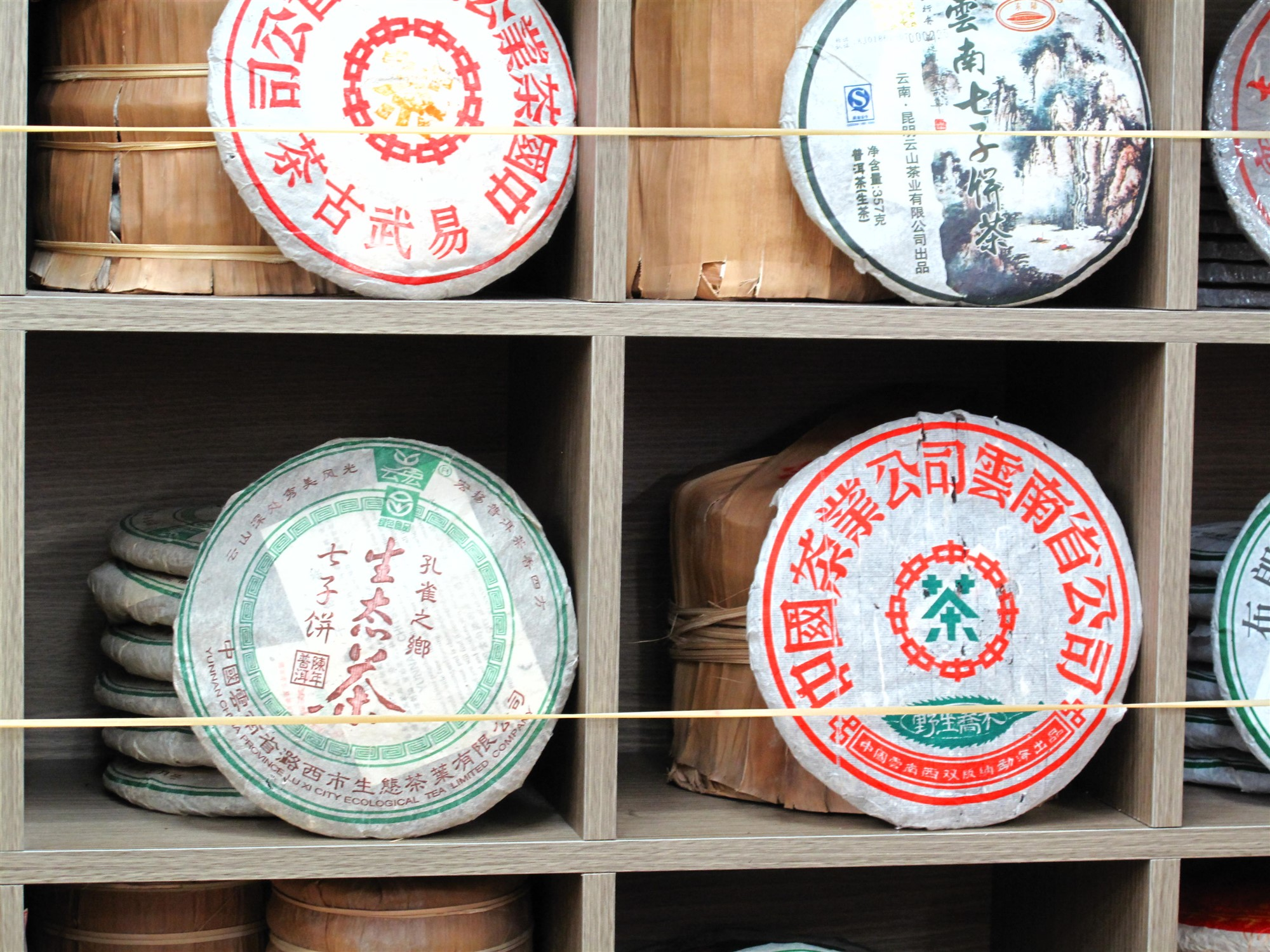
刻有八个“中”字为一环的八中茶（中茶公司生产销售的一款普洱茶）。

中国茶叶股份有限公司的前身是成立于1949年的中国茶业公司，首任经理为时任中国农业部副部长的吴觉农。中国茶业公司之后曾更名为中国茶叶进出口总公司，现为中粮集团的控股企业，是其“十八个专业化公司之一”和“集团重点打造的十二条粮油食品产业链之一”。
中茶公司旗下品牌有中茶、蝴蝶、海堤、猴王及沙漠之舟等。其中“中茶”商标自1951年开始使用，是中华人民共和国建国后最早的商标之一。